# Юридична освіта в Сполучених Штатах Америки
Ця стаття переважно стосується підготовки юристів до початку практики. Інші типи юридичної освіти, такі як освіта параюристів (paralegals), так званих Limited Practice Officers (у Вашингтоні) і громадян загалом, а також освіта юристів після прийняття до адвокатури (безперервна юридична освіта) не розглядаються в цій статті.

## Історія

### Юридична освіта в Північно-американських колоніях і США
Спочатку мало місце значне несприйняття юристів у колоніальній Північній Америці через ту роль, яку вони відігравали в ієрархічній Англії. Колоніальний уряд повільно став використовувати послуги професіоналів, що пройшли навчання у судових іннах (Inns of Court), і до кінця революції у кожному штаті була функціонуюча адвокатура. З появою в колоніях інституцій для підготовки юристів, система такої підготовки стала відрізнятися від англійської, де вона була відкрита лише для еліти.
Спочатку в Сполучених Штатах фахівці в галузі юриспруденції проходили навчання в Англії і прибували з неї. Офіційна підготовка або програма навчання клерка (clerkship program) вперше з'явилася в Нью-Йорку в 1730 році — в той час вимагався семирічний підготовчий курс, а в 1756 р. до п'яти років підготовки клерка та іспиту додалася чотирирічна підготовка у коледжі. Пізніше вимоги були зменшені до двох років освіти в коледжі. Однак в Англії до XIX-го ст. така система, як судові інни, не розвивалася, вища освіта не вимагалася, тому американська система освіти була унікальною.
Програма підготовки клерка вимагала більше індивідуального навчання. Від юриста, що навчає клерка, очікувалося таке: ретельний підбір матеріалу для навчання та спрямування клерка під час вивчення ним права, щоб гарантувати, що матеріал засвоюється. Студент повинен підготувати свої нотатки щодо читання закону в звичайній книзі («commonplace book»), які він намагатиметься запам'ятати. Хоча це був швидше ідеальний стан речей, в реальності чиновники були часто перевантажені роботою і рідко мали можливість вивчати закон індивідуально, як це очікувалося. Вони були часто зайняті трудомісткими завданнями, такими як створення рукописних копій документів. Пошук юридичних текстів був також значно виснажливим завданням, не було ніякої стандартизації в книгах, призначених для клерків, тому що вони визначалися їх наставником, чия думка щодо права могла значно відрізнятися від думки їх колег. Відомий адвокат в США, Вільям Лівінгстон, заявив в 1745 році в Нью-Йоркській газеті, що програму клерка було сильно зіпсовано, і, що більшість наставників «не турбуються про майбутній добробут своїх клерків. Існувало кілька наставників, які присвятили себе службі, і через їх рідкісність, вони стали настільки затребуваними, що перші юридичні школи еволюціонували від офісів деяких з цих адвокатів, які взяли до себе багато клерків, і стали проводити більше часу у процесі навчання ніж у процесі практики.
Протягом багатьох років було помічено, що програма учнівства не була здатна випускати юристів, здатних обслуговувати своїх клієнтів. В учнівських програмах часто використовується стажист, який виконує важку роботу, і хоча він був навчений завдяки повсякденній діяльності в адвокатській конторі, він був взагалі непідготовлений як практик. До другої половини 18 століття створення формальних юридичних факультетів в університетах США не спостерігалося. Перша ступінь у галузі права, надана університетом США в 1793 році, — ступінь бакалавра права коледжу Вільяма і Мері (the William and Mary College), який скорочується як Б. П. (L.B.). Гарвардський Університет був першим університетом, який використовував цю абревіатуру у Сполучених Штатах.
Перша університетська юридична програма в Сполучених Штатах, така як у Мерілендському університеті (University of Maryland), заснованому в 1812 році, включає багато теоретичних і філософських студій, в тому числі такі твори, як Біблія, праці Цицерона, Сенеки, Арістотеля, Адама Сміта, Монтеск'є і Гроція. Говорять, що ранні університетські юридичні школи початку 19 століття готували студентів скоріше до кар'єри державних діячів, аніж до кар'єри юристів. В програмах LL.B..(LL.B. programs) на початку 1900-х років у Стенфордському університеті продовжували включати «культурологію», яка складалася з курсу мов, математики та економіки.
У 1850-х роках з'явилися різні приватні школи, які виникли в результаті того, що кілька практиків взяли на себе обов'язок навчати учнів, і створення школи, яка надавала практичну юридичної освіту, на противагу тій, яку пропонували в університетах освіту в галузі теорії, історії і філософії права. В університетах припускають, що набуття навичок буде відбуватися на практиці, в той час як приватні школи зосереджені на практичних уміннях та навичках у процесі навчання.
Через конкуренцію з малими професійними юридичними вузами в Америці почалися великі зміни в університетській юридичній освіті. Протягом короткого часу, на початку 1826, Єльський університет став пропонувати повний «практичний курс», який тривав два роки і включав практичні курси, такі як складання заяв. Член Верховного Суду США Джозеф Сторі започаткував значні зміни у юридичній освіті в Гарварді, коли, на початку 19 століття, він виступає як лектор за більш «наукове вивчення» права.
Тому в Гарварді підготовка була більше подібна до того підходу у юридичній освіті, що існував у школах торгівлі, на відміну від більш ліберальної художньої освіти, що пропагувалася Блекстоун в Оксфорді і Джефферсоном в коледжі Вільяма і Мері. Тим не менш, як і раніше існують дискусії серед педагогів з приводу того, що юридична освіта повинна бути більш прикладною, як у приватних школах права, чи заснованою на науковому методі, наприклад розробленому Сторі і Ленгделл. За словами Дорсі Елліс, "Ленгделл розглядала право як науку, як юридичну бібліотеку, як лабораторію, у якій містяться випадки, що створюють основу для вивчення тих 'принципів або доктрин', з яких складається право як наука. Тим не менш, в 1900 році більшість штатів не вимагають університетської освіти (хоча учнівство часто є обов'язковим) і більшість практиків не відвідували юридичну школу або коледж.
Тому сучасна система правової освіти в США є поєднанням викладання права як науки і як практичних навичок, що втілюється в таких її елементах, як клінічна підготовка, яка стала невід'ємною частиною юридичної освіти в США і в програмі навчання J.D. (J.D. program of study) У той час як у 18-му і 19-му століттях, кілька американських юристів, навчених в учнівствах «досягли рівня компетентності, що необхідний для того щоб належним чином обслуговувати своїх клієнтів» сьогодні в результаті розвитку американської правової системи освіти, «випускники юридичних закладів вважають, що вони готові після закінчення навчання» до юридичної практики.

## Викладацький склад

### AALS Faculty Recruitment Conference
Близько половини викладацького складу наймається правовими школами США в результаті співбесід, які проводяться на щорічній AALS Faculty Recruitment Conference, що проходить у Marriott Wardman Park Hotel у Вашингтоні, Округ Колумбія.

## Академічні ступені
Юридична освіта, як правило, отримувалась через програму юридичної школи. Професійний рівень, наданий юридичними школами США, є доктор юриспруденції (Juris Doctor). Майбутні адвокати, яким було присвоєне звання доктора юридичних наук (або іншої відповідної атестації), повинні відповідати додатковим, визначеними державою вимогам для того, щоб отримати допуск до адвокатської діяльності у США.
Доктор юриспруденції, як і доктор медицини (Doctor of Medicine) – це професійний докторат. Американська Асоціація юристів видала Постанову Ради про те, що доктор наук — еквівалентний кандидат для освітніх цілей працевлаштування. Доктор юридичних наук (S.J.D.) («Scientiae Juridicae Doctor» латинською), і доктор порівняльного правознавства (Doctor of Comparative Law), є науково-дослідними та академічними на основі докторського ступеня. У США звання доктора наук Леґум (the Legum Doctor)може бути отримане тільки як почесний ступінь.
Станом на липень 2012 року, юридичний факультет Єльського університету пропонує отримати звання доктора філософії розроблений для студентів, які вже досягли звання доктора наук, і бажають поглибити свої знання в галузі юриспруденції.
Навчальні ступені для неюристів доступні в бакалавраті та магістратурі. Загальний рівень бакалавра — ступінь бакалавра наук в області правових досліджень (бакалавра). Доступні також академічні магістерські ступені в області правових досліджень, такі як майстер досліджень (Master of Studies), і майстер професійного навчання (Master of Professional Studies).
Іноземні адвокати, які намагаються практикувати в США, і не мають ступінь доктора, часто прагнуть отримати ступінь магістра (Juris Master), Магістра права (Master of Laws), Магістра порівняльного правознавства (Master of Comparative Law), або Магістра юриспруденції (Master of Jurisprudence).

## Допуск до адвокатської діяльності
Випускники зазвичай мають пройти процедуру допуску до адвокатської діяльності у США. Залежно від штату, адвокати також повинні відповідати вимогам щодо продовжуваної юридичної освіти (Continuing Legal Education).

## Професійні досягнення, престиж і кар'єра юриста
Американські юридичні фірми часто особливо зважають на професійні досягнення працівників. Крім мінімальних вимог, таких, як рівень доктора наук і допуск до адвокатури штату, є певні характеристики, визнані в юридичній професії як критерії диференціації різних юристів; ці характеристики майже завжди згадуються в особистих справах юристів та резюме, адресованих як колегам, так і з потенційним клієнтам. Основними серед них є такі характеристики як участь у роботі наукових видань правової школи, програмах з інсценізації судових процесів (moot court, mock trial programs). Робота судовим клерком (помічником судді) після закінчення вузу або на посаді клерка у престижних юридичних фірмах також є такою позитивною характеристикою.
Така система поширена у правових школах, де високі оцінки часто є винагородою за участь в роботі наукових журналів шкіл і в дуже затребуваній літній секретарській роботі (так званій «літній асоціації» в деяких сферах) у великих приватних юридичних фірмах. Ці програми розроблені для того, щоб дати членам цих асоціацій уявлення про те, що означає повсякденна практика в галузі права в конкретній фірмі, дозволяючи їм працювати з партнерами та однодумцями над реальними проектами за участю реальних клієнтів. У великих містах, таких як Нью-Йорк або Чикаго, участь в такій роботі у великих фірмах передбачає заробіток $3000 за тиждень.
Конкурс на отримання літньої пропозиції від фірми є інтенсивним, і вищеназвані характеристики грають вирішальну роль у визначенні того, хто буде обраний. Більшість пропозицій отримано після трьох етапів співбесіди. Насамперед, на початку осені свого 2L (другого року), учні у кожній юридичній школі подають свої резюме до центрального архіву або онлайн бази даних (таких як Current Research Information System (CRIS) або LexisNexis Martindale-Hubbell)), з яких інтерв'юери відбирають кандидатів, з якими вони хотіли б провести бесіду, зважаючи переважно на середній бал за перший рік (grade point average (GPA) та рейтинг успішності (визначається у порівнянні з однокурсниками (Class rank). По-друге, відібрані студенти повідомляються, як правило, електронною поштою, а потім планується інтерв'ю; це інтерв'ю зазвичай проводиться одним або декількома адвокатами цієї фірми і є частиною програм т. зв. On Campus Interview, що проводяться більшістю шкіл та в рамках яких фірми відправляють рекрутерів до шкіл по всій країни. Зрештою, студентів, що були обрані під час таких скринінгових інтерв'ю, запрошують на заключне інтерв'ю, яке зазвичай проводиться в офісі фірми. Якщо обраний студент відвідує школу, далеко від міста розташування фірми, достатньо звичайною є практика оплати перельоту та проживання такого студента. Після останнього інтерв'ю обраному кандидату телефонують (зазвичай протягом 48 годин), щоб повідомити про його прийняття. Після літа, на початку 3L (третього року), переважна більшість таких літніх працівників отримують офіційну пропозицію вступити у фірму після закінчення школи і складання адвокатських іспитів. Таким чином, кар'єрний шлях багатьох студентів-юристів (принаймні на початковому етапі) може бути визначена задовго до того, як вони почнуть практикувати.

### Рейтинги юридичних ВНЗ
The US News and World Report публікує найбільш відомий щорічний рейтинг американських програм, де Єльська правова школа займає перше місце кожен рік, починаючи з моменту створення рейтингових звітів. Існує низка альтернативних рейтингів, таких, як Leiter Reports Law School Rankings. Ці рейтинги поділяють юридичні вищі навчальні заклади на «яруси» на основі загальної якості кожної програми. Кожного року для створення цих рейтингів збирається багато показників та статистики, у тому числі щодо академічної репутації, якості викладацького складу (зазвичай вимірюється через якість їх публікацій), якості студентства (зазвичай вимірюється через визначення середнього результату вступного іспиту (Law School Admission Test, or LSAT), оцінки та середній бал за бакалаврат), розмірів фондів бібліотек, потенційного заробітку випускників, рейтингу проходження до адвокатури, рейтингу працевлаштування.
Інформацію щодо більшості з цих критеріїв отримують з добровільних звітів від кожної програми; інші складаються в рамках формального процесу голосування суддів, юристів-практиків, нещодавніх випускників, викладачів права і адміністрації шкіл. Випуск прес-релізів з інформацією для складання рейтингів став щорічним ритуалом для багатьох юридичних програм, і всі, за незначним винятком, співпрацюють у збиранні та поданні статистики до різних рейтингових видань.

#### Вищий ешелон
Хоча конкретні рейтинги змінюються з року в рік, загальний склад найкращих шкіл залишався практично незмінним. Більшість юристів (суддів, практикуючих юристів, або професорів) розміщують Чиказький, Колумбійськийї, Гарвардський, Нью-йоркський, Стенфордський, Єльський університети у верхньому ешелоні американських правових шкіл. При цьому Єльска, Гарвардська та Стенфордська школи права вважаються найпрестижнішими і найбільш складними для вступу, виходячи з рейтингу U.S. News.
Останніми роками багато людей використовують поняття Т14 (топ-14) для визначення верхнього ярусу юридичних навчальних закладів. Ці школи стабільно входять до ТОП-14 в щорічному US News ranking of law schools.US News ranking of law schools Т14 складається з шкіл, перерахованих вище, а також з шкіл Берклі (Боулт Холл), Корнелл, Дюк, Джорджтаун, |штату Мічиган, Північно-Західного, університету Пенсільванії і Вірджинії. Найпрестижніші і затребувані юридичні вакансії в країні – клерки (помічники) Верховного суду США, викладачі права, Bristow Fellows, юристи Департаменту юстиції, помічники федеральних прокурорів у таких містах, як Нью-Йорк і Чикаго – зазвичай діставалися випускникам цих програм. Рекрутери з елітних юридичних фірм відвідують юридичні університети верхнього ярусу щоосені, щоб вербувати нових працівників на наступне літо. З іншого боку, малі та середні юридичні фірм, які складають основну частину юридичних фірм в США — не можуть передбачити свої потреби у робочій силі так заздалегідь, відтак більшість нових випускників юридичних шкіл, що не належать до топ-вузів, мусять наполегливо шукати роботу під час третього року навчання або навіть після випуску.

#### Нижні яруси
Більшість студентів юридичних вузів завершують не елітні університети, але при цьому можуть і, часто, знаходять добре оплачувану роботу в престижній приватній фірмі або на виборній державній посаді. Однак, оскільки існує багато правових шкіл — за останніми підрахунками, 200 акредитованих юридичних шкіл, які пропонують звання доктора юридичних наук – та велика кількість новоспечених юристів (близько 40 000 кожен рік), знайти елітну роботу для кожного випускника неможливо. [джерело?] Випускники вузів «нижнього ярусу» живуть не так добре, і їм доводиться активно боротися за кар'єру практикуючого юриста.

### Регіональні рівні
Більшість юридичних шкіл за межами вищої категорії мають більш регіональний характер і часто мають значну регіональну прив'язаність можливостей їхніх випускників. Наприклад, студент, що закінчив юридичну школу нижчої категорії, може скористатися можливостями її «домашнього ринку»: сфери, де були зайняті її випускники і де зосереджувалися відповідні зв'язки між ними.
Для порівняння, школи права вищої категорії можуть бути обмежені в плані можливостей працевлаштування в широкому географічному регіоні, що «живить» школу.

### Школи, авторизовані у штатах
Деякі школи авторизовані штатом. Вони розташовані в таких штатах як Алабама, Каліфорнія, Массачусетс і Теннессі. Деякі авторизовані штатом школи права пропонують програму без ABA, виключаючи дорогі вимоги АВА, які багато з цих штатів визнали непотрібними.

#### Неакредитовані школи
Багато шкіл не акредитовані штатом або Американською асоціацією адвокатів. Більшість з них розташовано в Каліфорнії. Випускники цих шкіл можуть подати документи для вступу до адвокатури штату Каліфорнія, проте вони не обов'язково можуть бути допущені до адвокатського іспиту в інших штатах.

## Критика
Навчання у правових школах зазвичай передбачає аудиторні заняття, на відміну від навчання в інших професіях (наприклад, навчання в медичній школі в Сполучених Штатах традиційно включає два роки аудиторних занять і два роки субординатури або практичного учнівства). Хоча деякі країни, такі як Німеччина і Франція, вимагають навчання у практикуючого адвоката, це не є обов'язковим у будь-якій юрисдикції Сполучених Штатів. Через це, багато випускників отримують розуміння правових доктрин, необхідних для складання адвокатського іспиту, але без практичного досвіду або знань у повсякденній юридичній практиці. Американська асоціація юристів закликала американські юридичні школи рухатися в бік практико-орієнтованого підходу в звіті MacCrate.
У багатьох юридичних вузах почали доповнювати теоретичне навчання практичним досвідом. Програми виробничої практики дозволяють студентам отримати академічний кредит на неоплачувану роботу з суддею, державною установою або офісом юридичних послуг певної спільноти. Декілька юридичних шкіл, такі як університету штату Массачусетс, також мають програми юридичної клініки, в яких студенти консультують реальних клієнтів під наглядом професора. Міський університет в Нью-Йоркській школі права і Прибережна юридична школа у Флориді є одними з небагатьох юридичних шкіл, які вимагають участі студентів у курсах юридичної клініки . Аналогічно юридична школа Північно-східного університету та юридична школа Саванни використовують комбіноване навчання, щоб дати своїм студентам до закінчення вищого навчального закладу досвід роботи у юридичному бюро. Юридична школа Університету Вашингтон та Лі і повністю переробила свою навчальну програму і вимагає, щоб студенти проходили практичні курси, практику і роботу в клініках на останньому курсі юридичної школи, щоб забезпечити досвід у підготовці до практики.

### Інші питання
Багато джерел вказують, що високий рівень стресу, «культура годин» та етичні питання, звичні в юридичній професії, призводять до зниження рівня задоволеності працею порівняно з багатьма іншими професіями. Див., наприклад, «Money and Ethics: The Young Lawyer's Conundrum», by Patrick J. Schiltz, January 2000 Washington State Bar News